# تشيستر إم فرانكلين
تشيستر مورتيمر فرانكلين (1 سبتمبر 1889-12 مارس 1954) مخرج وممثل أمريكي نشط بشكل رئيسي في العصر السينما الصامتة. ولد في سان فرانسيسكو ، وكان شقيق سيدني فرانكلين. في أواخر العقد الأول من القرن العشرين ، شارك مع شقيقه سيدني في إخراج عدة أفلام مع منتج ويليام فوكس. أخرج فيلمين رعب صامتين ، عام 1924 خلف الستار (المعروف أيضًا باسم الأرواح التي تمر في الليل) وفيلم 1927 الساعة الثالثة عشرة.

## روابط خارجية
- تشيستر إم فرانكلين في قاعدة بيانات الأفلام على الإنترنت